# Винище
Вѝнище (на местния диалект: Виньище) е село в Северозападна България. То се намира в община Монтана, област Монтана, на 16 км от гр. Монтана в посока Видин, близо до път Е 79.

## География
Селото се намира в предбалканската област на север от Стара планина, на около 300 м надморска височина. Протичащата през селото безименна река (наричана „Бара“) се влива в река Цибрица.

## История
Територията, върху която е разположено село Винище, от 29 г. се намира в пределите на римската провинция Горна Мизия, близо до границата с Долна Мизия (р. Цибрица). Селото се споменава за първи път със собственото си име в османски регистри от 1450 г., като името произлиза от факта, че районът благоприятства развитието на лозарство и винарство. По време на османското владичество турци в селото не са се заселвали. Поради малкия брой мюсюлманско население в Северозападна България (практически само в градовете Видин, Лом, Берковица и Кутловица) и планинския характер на местността, османската власт има слаба подкрепа, което дава възможност за чести обири на преминаващите по маршрута Видин-София пратки със събрани данъци.
През 1688 г. населението на Винище взема активно участие в Чипровското въстание, започнало след превземането на Белград от австрийците на 6 септември 1688 г. В края на септември в местността Жеравица между Кутловица (сега Монтана) и Винище, се провежда решителната битка между въстаниците и войската на граф Емерих Текели, в която българските сили претърпяват поражение. По време на разгрома на въстанието е унищожено неизвестно село, намиращо се в местността между Винище и Камена Рикса. Смята се, че част от населението на Винище след разгрома на въстанието се заселва във Видин, Враца, Медковец и други села в Ломско.
Около 1850 г., по силата на договор между руския император и турския султан, в България, включително северозападната част, се заселват мюсюлмани от Руската империя, които местното население нарича „татари“. Част от тях се опитват да се заселят в близост до Винище, но само за няколко години те изчезват напълно – отчасти поради непоносимост към климата, отчасти поради враждебното отношение от страна на християнското население.
През 19 век на 2 – 3 пъти през областта преминава чумна епидемия. Спомен от това време е местността Бранище, където били погребвани мъртвите. Вероятно също поради епидемиите селото се е премествало поне два пъти, последното известно място е било на около 2 км на север от сегашното му разположение, в сегашната местност Онаа бара.
При избухването на Балканската война в 1912 година човек от Винище е доброволец в Македоно-одринското опълчение. През 1923 г. местното население взема участие в Септемврийското въстание. Дадени жертви няма.
През лятото на 1950 година, в разгара на колективизацията, горянска група в селото подпалва снопите по време на вършитба.
От 1960-те години се наблюдава постоянна тенденция към обезлюдяване на селото, като само за последните 20 години броят на жителите му е намалял 2 пъти. Към 2013 година в селото има детска градина с 28 деца, разходите за която се поемат от германския предприемач Кирил Маринов, родом от селото. В селото няма функциониращо училище, учениците се превозват с автобуси до Монтана.

## Култура
Църквата „Св. Йоан Кръстител“ в с. Винище е построена през първата половина на 19 век. Въпреки скромната си архитектура, иконите от иконостаса (възрожденска школа) се отличават с висока художествена стойност. Според д-р Иванка Гергова иконите са дело на банския зограф Димитър Молеров (оригиналите на иконите се съхраняват в художествената галерия на Берковица). След 1950-те църквата не се използва заради тогавашната власт и е разграбена. През 2004 – 2005 г. е направен основен ремонт, изгражда се нова камбанария, която се свързва с църквата от към централния западен вход. Цялата църква е изографисана от зограф Мартин Маринов и неговите ученици в същия период.Село Винище има ловна дружинка, която ловува в района от векове.

## Население
Населението на Винище е православно, в етнографско и диалектно отношение спада към западнобългарската група. До началото на 20 век в обществената организация са били определящи т.нар задруги. Запазени са били много старинни обичаи, като обичая „курбан“, представляващ родова сбирка на специално избрано място, посветена на деня на определен светец. На снимката вляво се вижда каменен кръст (наречен оброк), обозначаващ такова култово място, принадлежащ на един от родовете в селото. Намерен е в местността „Камико“, близо до разцепен от мълния на две многовековен дъб. Надписът на него гласи „Св. Костадин, лето от Христа 1804“. Подобен избор на светилище е известен от старославянските религиозни обичаи.

## Икономика
Традиционно населението на Винище се препитава със земеделие и животновъдство, въпреки че поради предпланинския си характер районът не е много плодороден. В началото на 20 век известна част от населението емигрира в САЩ. След Втората световна война се изгражда ТКЗС. През 1960-те е построен цех (официално към акумулаторния завод в Монтана). Цехът е затворен около 1990 г.
След 1989 г. земята се обработва от различни земеделски кооперации и частни предприемачи. Изселили се в Монтана през 1960-те собственици обработват малки наследствени парцели, където добиват плодове, зеленчуци, животинска продукция, вино и ракия, предимно за собствена консумация. Единствените промишлени предприятия са цех за производство на колбаси и малък дърводелски цех за производство на европалети и заготовки.

## Културни и природни забележителности
В землището на селото се намира интересно скално образование, наречено „Камико“.
На 1,24 km югоизточно от центъра на село Винище има римска или византийска крепост. Изградена е на възвишение с полегати, леснодостъпни склонове, има правилна правоъгълна форма с приблизителни размери 80х130 m.
В центъра на село Винище се намира часовникова кула. Тя е 11-метрова, построена е по повод присъединяването ни към Европейския съюз от 1 януари 2007 г. Съоръжението е проектирано от архитект Пенка Господинова, а построяването е станало благодарение на дарителя с местни корени Кирил Маринов.

## Редовни събития
- Събор на селото, който се състои на 24 май

## Личности
Родени във Винище:
- Милан Дренчев, политически деец (1917 – 2007, починал в София)
- Владимир Данкин, писател и журналист (1927 – 2001, починал във Враца)